# Grézillac
Grézillac – miejscowość i gmina we Francji, w regionie Nowa Akwitania, w departamencie Żyronda.
Według danych na rok 1990 gminę zamieszkiwały 613 osoby, a gęstość zaludnienia wynosiła 79 osób/km² (wśród 2290 gmin Akwitanii Grézillac plasuje się na 633. miejscu pod względem liczby ludności, natomiast pod względem powierzchni na miejscu 1220.).